# Adolfo R. Taylhardat
Adolfo Raúl Taylhardat fue un abogado y diplomático venezolano. Fue representante de Venezuela en el Consejo de Seguridad de las Naciones Unidas entre otras funciones. Se doctoró en Estudios Internacionales (Universidad Central de Venezuela) en 1960 y se licenció como abogado en 1965.

## Carrera
En 1955 ingresa en el Servicio Exterior venezolano y durante los diez años de su permanencia en la rama interna del Servicio Exterior desempeñando entre otros cargos los de Jefe de la División de Naciones Unidas (Dirección de Organismos Internacionales), Jefe del Departamento de Asuntos Mundiales y Jefe del Departamento de Organismos y Conferencias Internacionales (Dirección de Política Internacional). Fue subdirector de Asuntos Multilaterales en la Dirección de Política Internacional del Ministerio de Relaciones Exteriores. Entre septiembre de 1989 y mayo de 1991 fue director general (viceministro) de Relaciones Exteriores.
En 1966 fue consejero con rango de Ministro en la Delegación Permanente de Venezuela ante la Oficina de las Naciones Unidas y Organismos Internacionales con sede en Ginebra. Entre 1967 y 1970 fue Ministro Consejero en la Embajada de Venezuela en Italia y Grecia, con sede en Roma.
En 1970, es trasladado a Moscú como Ministro Consejero en la Embajada de Venezuela en la Unión Soviética con la misión de abrir la Embajada de Venezuela en dicho país, y tres años después, en 1973, es nombrado Embajador Extraordinario y Plenipotenciario de Venezuela en Haití, con la misión de abrir la embajada en ese mismo país.
En 1974 asume la tarea de ser Representante Permanente Alterno de Venezuela ante las Naciones Unidas, en Nueva York. Posteriormente, en 1975, abrirá la embajada de Cuba con el nombramiento de Embajador Extraordinario y Plenipotenciario de Venezuela en Cuba. Finalizando la década de los setenta, en 1978, pasa a ser Representante Permanente de Venezuela ante las Comunidades Europeas, en Bruselas.
Defensor de los derechos humanos y sociales (Representante de Venezuela en la Comisión de Derechos Humanos de las Naciones Unidas en Ginebra, Comité de Libertad Sindical de la OIT, en Ginebra, entre 1986 – 1989; en el Consejo del Alto Comisionado de las Naciones Unidas para los Refugiados (ACNUR) y en la Asamblea de la Cruz Roja Internacional, en Ginebra, 1986), Comisión de Derechos Humanos del Parlatino y Subcomisión de Denuncias de esa Comisión (1998-2005). Participante activo en asuntos políticos, ya nacionales (Asesor de la Comisión de Política Exterior del Senado desde 1994 hasta 1998) ya internacionales (Conferencia Cumbre del Movimiento de los No-Alineados. Belgrado, 1989).
En los años ochenta pasa a ser embajador de Venezuela en Austria (1981), dedicación que compagina como representante Permanente de Venezuela ante el Organismo Internacional de Energía Atómica. Esta etapa se cierra en 1985, siendo, simultáneamente, embajador de Venezuela ante las Naciones Unidas y los Organismos Especializados con sede en Ginebra, además de Representante de Venezuela en la Conferencia de Desarme.
Durante cuatro años, entre 1981 a 1984, representó a Venezuela ante el Organismo Internacional de Energía Atómica, y dedicó otros seis años, repartidos entre 1978 y 1979, y desde 1985 a 1989, participando en la ya mencionada Conferencia de Desarme.
Su dedicación a este ámbito se produce desde 1979 hasta la actualidad, siendo su inicio la participación activa en el Comité de Desarme de las Naciones Unidas (Ginebra, 1979-1981), o durante su etapa como Gobernador por Venezuela ante la Junta de Gobernadores del Organismo Internacional de Energía Atómica (1982-1984), y en la ya mencionada Conferencia de Desarme (Ginebra, 1985-1989) con una especial participación en la Tercera Conferencia de las Partes encargada del Examen del Tratado de No-Proliferación de Armas Nucleares (Ginebra, 1985). Cabe mencionar su trabajo en la Conferencia de las Naciones Unidas sobre la promoción de la Cooperación Internacional de los Usos Pacíficos de la Energía Nuclear (Ginebra, 1986), también en la III Asamblea Extraordinaria de las Naciones Unidas dedicada al Desarme, así como en la Conferencia Internacional sobre la Relación entre el Desarme y el Desarrollo (1987), o como Presidente de la Conferencia de Desarme (Ginebra, 1985). En 1989 fue Presidente de la Primera Comisión (Asuntos de Desarme y Seguridad) de la Asamblea General de las Naciones Unidas.
Finalizando los años ochenta, intervendrá en la Conferencia de París sobre Armas Químicas, en la cual se firmó la Convención sobre prohibición del uso, fabricación y almacenamiento de Armas Químicas (1989), en la Conferencia de Industrias y Gobiernos sobre Armas Químicas (Australia, 1989), en la Conferencia de Enmienda del Tratado por el que se prohíben los Ensayos Nucleares en la Atmósfera, el Espacio Ultraterrestre y Debajo del Agua (Nueva York, 1991), así como en la ya mencionada Conferencia de París para la firma de la Convención sobre Armas Químicas (1993), etapa que finalizará con la Conferencia de Revisión y Extensión del Tratado sobre la No-Proliferación de las Armas Nucleares (Nueva York, 1995).
En 1991 es nombrado Embajador Extraordinario y Plenipotenciario de Venezuela en Francia (París, 3 de junio), y tres años después, en 1993, llega a ser Representante Permanente de Venezuela ante las Naciones Unidas. Como tal, representó a su país en el Consejo de Seguridad y presidió ese importante órgano durante el mes de septiembre de 1993. Entre 1995 y 1998 fue Asesor Legal de la Comisión Permanente de Política Exterior del Senado. En 1998 fue elegido diputado al Parlamento Latinoamericano, y reelegido en los comicios del año 2000.
En el Parlamento Latinoamericano formó parte de la Comisión de Medio Ambiente donde ejerció la Primera Vicepresidencia y en la Comisión de Derechos Humanos del Parlamento Latinoamericano. Fue Coordinador de la Subcomisión de Denuncias, órgano competente para recibir y procesar denuncias de violaciones de los derechos humanos ocurridas en cualquier país miembro del Parlamento Latinoamericano.".
Dentro de la Onudi (Organización de las Naciones Unidas para el Desarrollo Industrial), fue representante de Venezuela ante la Junta de Desarrollo Industrial (Viena. 1982-1985), vicepresidente de ese órgano entre 1983 y 1984, y Presidente en los años 1985.-1986, siendo destacable la Conferencia para la Transformación de la Onudi en Organismo Especializado en 1985.
Así mismo, participó en varias conferencias especiales sobre la codificación del Derecho Internacional convocadas por las Naciones Unidas, en la Conferencia General de la Organización Internacional del Trabajo (donde se precisa que los derechos fundamentales del trabajo son universales y deben ser respetados a todas las personas en todos los países, sin importar el nivel de desarrollo económico de cada uno), en la Asamblea Mundial de la Salud, en la Asamblea de la Unión Internacional de Telecomunicaciones, así como en la Asamblea de las Naciones Unidas sobre el Envejecimiento.
Siendo Representante venezolano en las Naciones Unidas (Viena) en 1983 fue elegido presidente del Comité Preparatorio del Centro Internacional de Ingeniería Genética y Biotecnología y cuando ese órgano fue sustituido por la Junta de Gobernadores, fue elegido como su presidente, función que desempeñó hasta el año 1995. A partir de entonces se ha desempeñado como Asesor del Director del CIIGB para cuestiones internacionales. El Centro Internacional de Ingeniería Genética y Biotecnología es la única organización científica gubernamental multilateral existente en el mundo y es una institución de excelencia que goza de reconocido prestigio mundial . El Centro tiene sus sedes en Trieste (Italia) y Nueva Delhi (India) y Ciudad del Cabo (Sudáfrica).

## Condecoraciones
- Orden al Mérito de la República Italiana. Grado Gran Oficial.
- Orden Honor y Mérito de la República de Haití. Grado Gran Cruz.
- Gran Orden de Honor de Oro de la República de Austria. Grado Banda.
- Orden del Libertador. Grado Gran Cordón.
- Orden del Quetzal de la República de Guatemala. Grado Gran Cruz.
- Orden al Mérito en el Trabajo. Grado Primera Clase.
- Orden Francisco de Miranda. Grado Primera Clase.
- Orden Bernardo O'Higgins. Gran Clase.
- Orden del Libertador José de San Martín. Grado Gran Cordón.
- Orden al Mérito de la República Francesa. Grado Gran Oficial.
- Orden de la Ciudad de Maracay.
- Orden de la Ciudad de la Victoria..